# Mar de Lazarev

Nom proposat del mar de Làzarev com a part de l'Oceà Austral (a la part superior de la imatge).

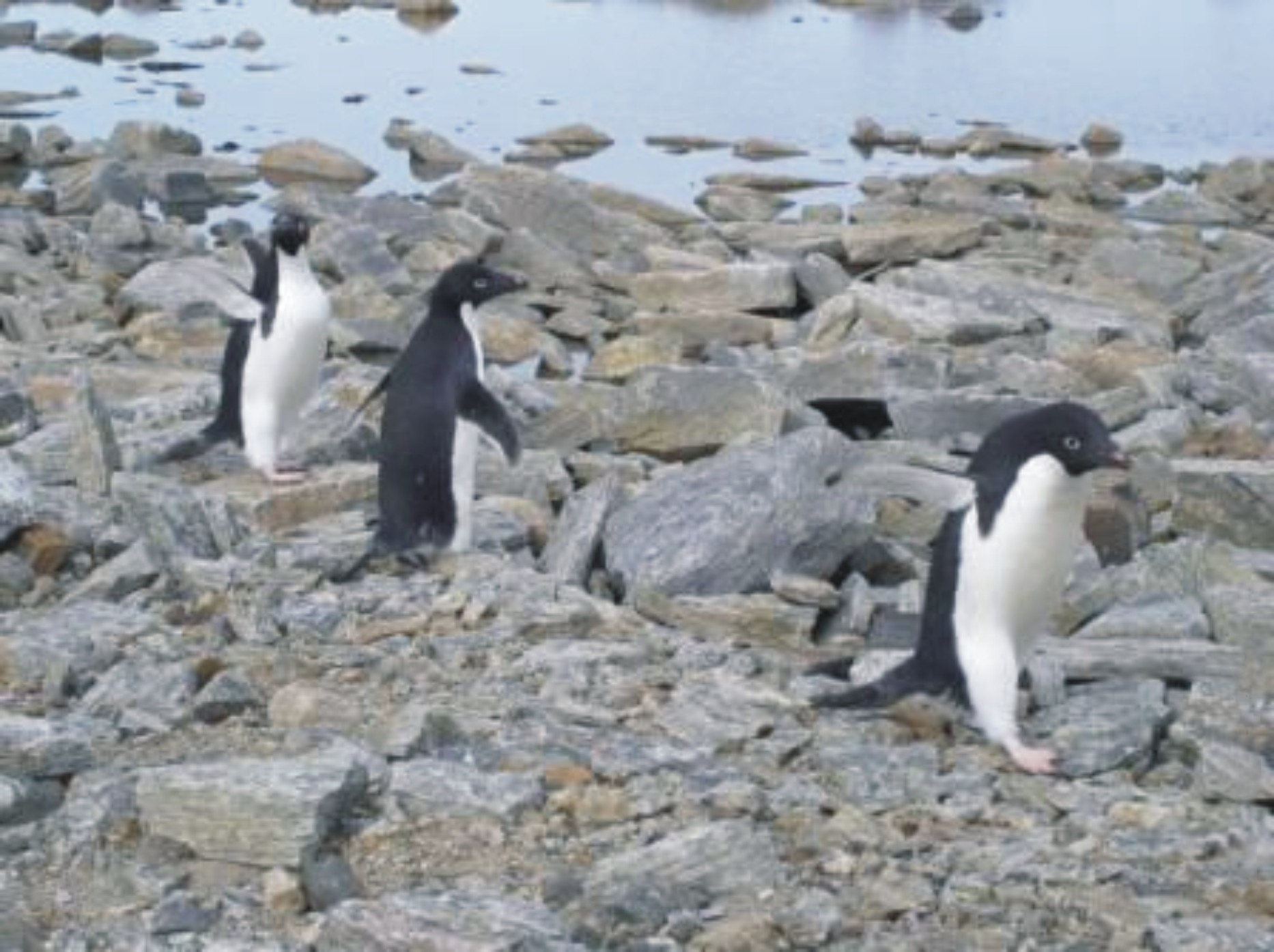
Pingüins d'Adèlia prop de l'Estació de Novolazarevskaya, situats a l'Oasi de Schirmacher, Terra de la Reina Maud, a 75 km de la costa antàrtica, de la qual està separat per la Plataforma de gel de Lazarev.

El mar de Làzarev (en rus: Море Лазарева, More Lazareva) és el nom proposat per a un mar marginal de l'oceà Austral. Estaria limitat per altres dos mars on els seus noms s'indiquen en un esborrany de l'Organització Hidrogràfica Internacional (OHI) del 2002: el mar del rei Haakon VII a l'oest i el mar de Riiser-Larsen a l'est. Es troba situat entre el meridià principal de 0° i 14°E i s'estendria sobre una superfície de 929.000 km2 (359.000 milles quadrades).

## Història
El mar de Làzarev va ser anomenat el 1962 per l'Expedició Antàrtica Soviètica en memòria de l'almirall rus Mikhaïl Làzarev (1788–1851), que va descobrir el continent antàrtic amb Fabian Gottlieb von Bellingshausen el 1820. L'esborrany de l'OHI del 2002 mai va ser aprovat per l'OHI (ni per cap altra organització), i el document del 1953 de la mateixa organització (que no conté aquest nom) continua actualment en vigor. Les principals autoritats geogràfiques i atles no utilitzen el nom, inclòs l'Atles Mundial de la National Geographic Society, en la 10a edició del 2014, i el Times Atlas of the World, en la seva 12a edició del 2014. No obstant això, els mapes soviètics i dels estats russos sí que ho fan.

## Geografia física
La profunditat predominant de les aigües al mar de Làzarev és de 3.000 metres (9.800 peus), i la profunditat màxima supera els 4.500 metres (14.800 peus). S'estén sobre una superfície de 929.000 km2 (359.000 milles quadrades).
Al sud del mar de Làzarev es troba la costa de la princesa Astrid de la Terra de la reina Maud.
El mar de Làzarev és un marge continental afectat per múltiples episodis de rifting acompanyats de vulcanisme transitori. El mar de Làzarev també és conegut per ser molt pobre en sediments.